# گری فاکس (متال گیر)
گری فاکس (グレイ・フォックス Gurei Fokkusu) با نام اصلی فرانک ییگر، یک شخصیت ساختگی در سری بازی‌های رایانه‌ای متال گیر شرکت کونامی است. او یک مزدور و مأمور سابق واحد ویژه فاکس‌هاند بوده است. در ابتدا به عنوان یک سرباز کودک در موزامبیک به نبرد می‌پرداخت و تنها کسی بود که در واحد فاکس‌هاند به بالاترین درجه تقدیر رسید و با اسم رمز فاکس شناخته می‌شد.